# Віра Чорний-Мешкова
Віра Чорний-Мешкова (народилася 25 квітня 1963, Інгія, Воєводина, колишня Югославія)— македонська письменниця й перекладач українського походження, діячка української діаспори в Македонії.

## Освіта
Закінчила:
- економічний факультет університету імені Св. Кирила та Мефодія в м. Скоп'є
- Інститут української філології Національного педагогічного університету імені М. Драгоманова в Києві.
- Завершує роботу над кандидатською дисертацією.

## Кар'єра
З 2002 — референт із питань культури та гуманітарного співробітництва і перекладачем у Посольстві України в Республіці Македонія.

## Творчість
2006 — вийшла її поетична збірка «Київські епіграми» (вперше у Македонії було надруковано книжку українською).
Автор збірок поезії македонською мовою:
- «Пластови во малого сонце» («Пласти в малому сонцю»),
- «Жолти зрна — белоплота дама» («Жовті зерна — білолиця дама»),
- «Зорница» («Зірниця»),
- «Еделвејс во долапот» («Едельвейс у стінній шафі») (Скоп'є);

мовою есперанто:
- «Stupoj» («Сходи», Загреб),
- «Tra la spuroj de la matenrugo» («По слідах світанку», Сараєво).

Віра Чорний-Мешкова видала книги поетичних перекладів із македонської мовою есперанто:
- «Tikvesa legendo» — Лазо Каровського,
- «Sismografo» — Блаже Коневського
- «Blankaj mamoj de Bosilka» — Гане Тодоровського.

У 2003 р. видала переклад віршів Павла Мовчана з української македонською мовою «Жертовник» (це — перша друкована книга перекладу художньої української літератури в Македонії).
Також у її перекладі вийшли з друку книги македонською:
- «Назар Стодоля» Тараса Шевченка,
- «Бояриня» Лесі Українки,
- «Вознесіння» Богдана Ігоря-Антонича,
- «Жовтий князь» Василя Барки,
- вибрані поезії Любові Голоти,
- «Сучасна українська поезія» (видання Струзьких вечорів поезії),
- «Дивна така любов» Анни Багряної.

Для літературних журналів письменниця перекладала з української мови македонською твори українських письменників: Василя Стефаника, Павла Тичини, Євгена Маланюка, Андрія Малишка, Ліни Костенко, Павла Загребельного, Івана Драча, Юрія Андруховича, Ігоря Римарука, Віктора Кордуна, Семена Скляренка, Юрка Покальчука, Теодозії Зарівної та інших.
Перекладає з македонської мови українською твори македонських письменників.
Співавтор і перекладач наукового дослідження «І пізнайте істину та істина визволить вас…» про українсько-македонські культурні зв'язки.
Працювала над виданням збірника Македонської академії наук та мистецтв, присвяченого Дням науки України в Республіці Македонія.
Співавтор першого українсько-македонського і македонсько-українського розмовника (НАН України).
Закінчила переклад македонською «Українських народних казок».
Поширення усіх її книжок мовою есперанто здійснюється через Світову есперантську організацію UEA в Роттердамі.

## Громадська діяльність
Віра Чорний-Мешкова:
- член Національної спілки письменників України (з 25 грудня 2006)
- член Спілки письменників Македонії (з 19 жовтня 2007)
- член Союзу перекладачів Македонії,
- секретар Громади українців у Республіці Македонія імені Лесі Українки (з 2003).[1]

З 1984 займається громадською діяльністю в організаціях есперанто:
- «Железнічар»,
- Союзі есперантистів Македонії MEL
- Югославському Союзі есперантистів JEL (на посадах секретаря та президента молодіжної частини JEJA).

## Відзнаки
За літературну діяльність Віра Чорний-Мешкова отримала національні та іноземні нагороди:
- почесну грамоту Державного комітету України у справах національностей та міграції (2005),
- подяку Громади українців у Республіці Македонія імені Лесі Українки (2006),
- грамоту Посольства України в Республіці Македонія (2007).
- почесну відзнака НСПУ[1]
- медаль «Будівничий України» Всеукраїнського товариства «Просвіта» ім. Т. Шевченка.[1]

Указом Президента України 17 січня 2008 нагороджена Орденом княгині Ольги ІІІ ступеня.
14 жовтня 2008-го відзначена медаллю Св. Георгія Побідоносця «Честь, слава, труд» IV ст. (Міжнародний Академічний Рейтинг популярності «Золота Фортуна»).
Лауреат Міжнародної літературної премії імені Григорія Сковороди «Сад божественних пісень» (2016).